# Franklin Lucena
Franklin José Lucena Peña (ur. 20 lutego 1981 w Acarígua) – wenezuelski piłkarz występujący na pozycji defensywnego pomocnika.

## Kariera klubowa
Franklin Lucena jest wychowankiem klubu Portuguesa, w którym zadebiutował w lidze wenezuelskiej w 2001. W latach 2002–2006 występował w Deportivo Táchira. Od 2006 jest zawodnikiem stołecznego Caracas FC. Z Caracas dwukrotnie zdobył mistrzostwo Wenezueli w 2009 i 2010 oraz zdobył Copa Venezuela w 2009.
| Sezon   | Klub              | Kraj      | Rozgrywki        | Mecze | Bramki |
| ------- | ----------------- | --------- | ---------------- | ----- | ------ |
| 2001/02 | Portuguesa        | Wenezuela | Primera División | ?     | ?      |
| 2002/03 | Deportivo Táchira | Wenezuela | Primera División | ?     | ?      |
| 2003/04 | Deportivo Táchira | Wenezuela | Primera División | ?     | ?      |
| 2004/05 | Deportivo Táchira | Wenezuela | Primera División | ?     | ?      |
| 2005/06 | Deportivo Táchira | Wenezuela | Primera División | ?     | ?      |
| 2006/07 | Caracas FC        | Wenezuela | Primera División | ?     | ?      |
| 2007/08 | Caracas FC        | Wenezuela | Primera División | 24    | 3      |
| 2008/09 | Caracas FC        | Wenezuela | Primera División | 25    | 2      |
| 2009/10 | Caracas FC        | Wenezuela | Primera División | 2     | 1      |
| 2020/11 | Caracas FC        | Wenezuela | Primera División | 29    | 2      |
| 2011/12 | Caracas FC        | Wenezuela | Primera División |       |        |

## Kariera reprezentacyjna
Lucena w reprezentacji Wenezueli zadebiutował 1 marca 2007 w przegranym 1-3 towarzyskim meczu z Meksykiem. W 2011 został powołany do reprezentacji na turniej Copa América.